# Віндзор (округ Мерсер, Іллінойс)
Віндзор (англ. Windsor) — селище (англ. village) в США, в окрузі Мерсер штату Іллінойс. Населення — 668 осіб (2020).

## Географія
Віндзор розташований за координатами 41°12′7″ пн. ш. 90°26′40″ зх. д. / 41.20194° пн. ш. 90.44444° зх. д. (41.201822, -90.444360).  За даними Бюро перепису населення США в 2010 році селище мало площу 1,13 км², уся площа — суходіл.

## Демографія
Згідно з переписом 2010 року, у селищі мешкало 748 осіб у 313 домогосподарствах у складі 207 родин. Густота населення становила 660 осіб/км².  Було 342 помешкання (302/км²).
Расовий склад населення:
| - 97,7 % — білих - 1,5 % — азіатів |

До двох чи більше рас належало 0,5 %. Частка іспаномовних становила 2,0 % від усіх жителів.
За віковим діапазоном населення розподілялося таким чином: 25,4 % — особи молодші 18 років, 57,2 % — особи у віці 18—64 років, 17,4 % — особи у віці 65 років та старші. Медіана віку мешканця становила 40,1 року. На 100 осіб жіночої статі у селищі припадало 97,9 чоловіків;  на 100 жінок у віці від 18 років та старших — 93,1 чоловіків також старших 18 років.
Середній дохід на одне домашнє господарство  становив 56 414 долари США (медіана — 54 583), а середній дохід на одну сім'ю — 68 021 долар (медіана — 60 795). За межею бідності перебувало 10,2 % осіб, у тому числі 7,7 % дітей у віці до 18 років та 8,5 % осіб у віці 65 років та старших.
Цивільне працевлаштоване населення становило 455 осіб. Основні галузі зайнятості: освіта, охорона здоров'я та соціальна допомога — 22,0 %, виробництво — 16,5 %, будівництво — 13,0 %, роздрібна торгівля — 10,8 %.